# Відкритий чемпіонат США з тенісу 2018
Відкритий чемпіонат США з тенісу 2018 проходив з 27 серпня по 9 вересня 2018 року на відкритих кортах Тенісного центру імені Біллі Джин Кінг у парку Флашинг-Медоуз у районі Нью-Йорка Квінз. Це був четвертий, останній турнір Великого шолома календарного року.

## Огляд подій та досягнень
Турнір був останнім турніром Великого шолома з 32 сіяними тенісистами. З 2019 року заплановано повернення до формату з 16 сіяними. 
У чоловічому одиночному розряді титул чемпіона США відстоюв Рафаель Надаль, а в жіночому — Слоун Стівенс. Надаль припинив півфінальну гру в третьому сеті, програвши перші два. Однак він зберіг за собою звання першої ракетки світу. Стівенс програла в чвертьфіналі, й теж не зуміла захистити титул. 
Мартіна Хінгіс, володарка титулів переможниці минулорічного чемпіонату в парному розряді серед жінок та в змішаному парному розряді, завершила кар'єру й в турнірі не грала. 
В одиночному розряді чоловіків переміг серб Новак Джокович, для якого цей титул став третьою перемогою на чемпіонаті США, а загалом 14-м титулом Великого шолома. 
У жінок в одиночному розряді перемогла японка Наомі Осака. Вона стала першою чемпіонкою турніру Великого шолома в одиночній грі з Японії. 
У чоловічому парному розряді перемгла американська пара Майк Браян та Джек Сок. Браян здобув свій 18-ий парний титул Великого шолома й став чемпіоном США в парній грі вшосте, а Сок став чемпіоном США вперше, а загалом на його рахунку вже три перемоги в мейджорах. 
Для обох чемпіонок в жіночому парному розряді, Ешлі Барті та Коко Вандевей, ця перемога була першою в турнірах Великого шолома. 
У змішаному парному розряді Джеймі Маррей відстояв титул, але з іншою партнеркою — Мартіну Хінгіс замінила  Бетані Маттек-Сендс. Маррі виграв четвертий титул Великого  шолома в міксті, другий на чемпіонаті США. Загалом,  враховуючи змагання чоловічих пар, це для нього 6-ий грендслем. Маттек-Сендс стала чемпіонкою США в міксті вперше, а загалом це для неї 3-ій титул Великого шолома в змішаному парному розряді й шостий, якщо враховувати жіночі парні змагання.

## Результати фінальних матчів

### Дорослі
| Одиночний розряд. Чоловіки (Докладніше) |                                 |                       |
| Новак Джокович                          | Хуан Мартін дель Потро          | 6–3, 7–6(7–4), 6–3    |
|                                         |                                 |                       |
| Одиночний розряд. Жінки (Докладніше)    |                                 |                       |
| Наомі Осака                             | Серена Вільямс                  | 6-2, 6-4              |
|                                         |                                 |                       |
| Парний розряд. Чоловіки (Докладніше)    |                                 |                       |
| Майк Браян Джек Сок                     | Лукаш Кубот Марсело Мело        | 6-3, 6-1              |
|                                         |                                 |                       |
| Парний розряд. Жінки (Докладніше)       |                                 |                       |
| Ешлі Барті Коко Вандевей                | Тімеа Бабош Крістіна Младенович | 3-6, 7-6(7-2), 7-68-6 |
|                                         |                                 |                       |
| Мікст (Докладніше)                      |                                 |                       |
| Бетані Маттек-Сендс Джеймі Маррей       | Аліція Росольська Нікола Мектич | 2-6, 6-3, [11-9]      |
|                                         |                                 |                       |

### Юніори
| Одиночний розряд. Хлопці       |                             |                  |
| Тьяго Сейбот Вільд             | Лоренцо Музетті             | 6–1, 2–6, 6–2    |
|                                |                             |                  |
| Одиночний розряд. Дівчата      |                             |                  |
| Ван Сіюй                       | Клара Бюрель                | 7–6(7–4), 6–2    |
|                                |                             |                  |
| Парний розряд. Хлопці          |                             |                  |
| Адріан Андреєв Антон Матусевич | Еміліо Нава Аксел Нефві     | 6–4, 2–6, [10–8] |
|                                |                             |                  |
| Парний розряд. Дівчата         |                             |                  |
| Корі Гофф Кеті Макнеллі        | Гейлі Батіст Делайна Х'юїтт | 6–3, 6–2         |
|                                |                             |                  |

## Виноски
1. ↑  Grand Slams planning to cut seeds from 32 back to 16 in 2019. Архів оригіналу за 4 серпня 2018. Процитовано 10 серпня 2018.